# Osiedle Ruta

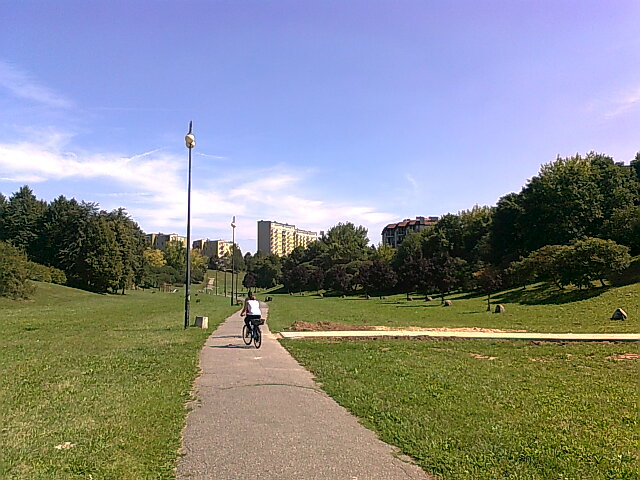
Aleja Miast Partnerskich w wąwozie wyznaczającym granicę osiedla Ruta

Ruta – osiedle wchodzące w skład Czubów Północnych, jednej z dzielnic Lublina, położone pomiędzy osiedlami: Błonie i Łęgi (od zachodu), Skarpa (od wschodu), Widok (od południa) i dzielnicą LSM (od północy). Od północy przylega do niego lessowy wąwóz.
Osiedle zostało wybudowane w latach 1982–1999. Budynki mieszkalne należące do Spółdzielni Mieszkaniowej „Czuby” zbudowano z wielkiej płyty. W 2016 osiedle miało ok. 5,5 tys. mieszkańców – członków SM „Czuby”. Na terenie osiedla znajdują się liczne place zabaw, część wąwozu „Aleja Miast Partnerskich”, parafia św. Rodziny oraz liczne punkty usługowe.
Na terenie osiedla znajdują się ulice: Dziewanny, Ruciana, Stokrotki, Różana, Sasankowa, Jutrzenki, Watykańska, Matki Teresy z Kalkuty i częściowo Jana Pawła II